# Васенков, Виктор Владимирович
Виктор Владимирович Васенков (род. 24 марта 1947) — заслуженный лётчик-испытатель СССР, Герой Российской Федерации (1998).

## Биография
Виктор Васенков родился 24 марта 1947 года в Моздоке в семье военнослужащего, сын офицера. Позднее переехал в Биробиджан, где окончил среднюю школу и учился в аэроклубе. В 1965 году Васенков был призван на службу в Советскую Армию. В 1969 году он окончил Харьковское высшее военное авиационное училище лётчиков.
В период с 1969 по 1973 гг. проходил службу в 642-м гвардейский Братиславский Краснознаменный авиационный полк истребителей-бомбардировщиков, летал на самолетах МиГ-17, УТИ МиГ-15.
В 1974 году в составе первого набора окончил Центр подготовки лётчиков-испытателей, после чего служил в ГК НИИ ВВС.
В 1978 году Васенков окончил Московский авиационный институт.
Участвовал в Афганской войне, испытывал в боевых условиях самолёты Су-25 и Як-38, лично совершил 33 боевых вылета на Як-38.
В 1980—1991 годах принимал активное участие в испытаниях морских вертолётов и самолётов. Совершил более 270 посадок на палубы авианесущих крейсеров самолёта Як-38.
В 1981 году на противолодочном самолёте-амфибии Бе-12 установил новый мировой рекорд высоты горизонтального полёта — 9970 метров.
В 1991 году в звании полковника Васенков был уволен в запас, после чего работал лётчиком-испытателем, старшим лётчиком-испытателем Экспериментального машиностроительного завода имени Мясищева. Участвовал в испытаниях самолётов М-101 «Гжель» и М-55 «Геофизика», на последнем установил семь мировых рекордов, а также провёл исследования атмосферы Земли.
Всего же за время своей лётно-испытательской работы Васенков провёл испытания 83 летательных аппаратов и их модификаций, участвовал в 7 международных авиационных салонов, налетал 3115 часов, установил 8 мировых рекордов, 15 раз попадал в аварийные ситуации, однако всего лишь два раза был вынужден катапультироваться.
Указом Президента Российской Федерации от 13 августа 1998 года за «мужество и героизм, проявленные при испытаниях авиационной техники» Виктор Васенков был удостоен высокого звания Героя Российской Федерации с вручением медали «Золотая Звезда».
В 1998 году Васенков ушёл с лётно-испытательской работы. Работал заместителем начальника лётно-испытательского комплекса завода имени Мясищева, затем в Управлении авиапромышленности Федерального аэрокосмического агентства Российской Федерации. В настоящее время проживает в городе Жуковском Московской области, работал советником главы городской администрации.
С 2007 года — заместитель начальника Лётно-испытательного комплекса ОКБ имени А. С. Яковлева по лётной работе.

## Награды и звания
- Герой Российской Федерации (13.08.1998)[2]
- 2 ордена Красного Знамени (21.10.1980; 10.10.1988)
- Орден Дружбы народов (29.12.1992) — за большой личный вклад в развитие отечественной авиационной науки, создание новых летательных аппаратов и высокое профессиональное мастерство, проявленное в период демонстрации техники на Первой Российской выставке «Мосаэрошоу-92»[5]
- медали
- Заслуженный лётчик-испытатель СССР (14.08.1987)[2]
- мастер спорта России международного класса (1995)[2]